# 社会分化
社会分化（しゃかいぶんか）とは社会学用語の一つ。これは社会の構造が、単純で同質的な状態から、複雑で異質的な状態へと変化するということである。社会分化が発生する原因としては様々な事柄が存在している。種族や村落などといった新たな集団が発生するということであったり、社会において新たな上下関係が発生することであったり、社会そのものにおいての主権や政治が異なるということからであったり、社会においての機能が変化するということから新たな機能に人員が割り当てられることになったからなどといった事柄から社会分化が発生しているということである。